# Jasper Johns
Jasper Johns, Jr. (* 15. Mai 1930 in Augusta, Georgia) ist ein vielseitiger US-amerikanischer Maler, Plastiker, Bühnen- und Kostümbildner. Er gilt als ein Wegbereiter der Pop Art, ohne dass sein bildnerisches Werk dieser Stilrichtung zuzurechnen ist.

## Leben und Werk
Jasper Johns studierte von Herbst 1947 bis Dezember 1948 an der University of South Carolina, Columbia. Von Januar bis Juni 1949 verbrachte er zwei Semester an der Parsons School of Design in New York und arbeitete in diversen Gelegenheitsjobs. Seinen Militärdienst absolvierte er von Mai 1951 bis Ende 1952 in South Carolina und Japan.
Im Jahre 1952 kehrte er zurück nach New York und schrieb sich am Hunter College ein, er arbeitete aber als Verkäufer in einem Buchladen. In der Folge begannen Freundschaften mit Robert Rauschenberg, Rachel Rosenthal und dem Tänzer Merce Cunningham. Wie Rauschenberg gehörte er zum Kreis um John Cage, wobei er dessen Ideen in seine Kunst umsetzte. Er assistierte Rauschenberg bei Schaufensterdekorationen und gab seinen Job im Buchladen schließlich auf, um sich der Malerei widmen zu können. Seinen Lebensunterhalt verdiente er als freier Schaufensterdekorateur.
Ab 1954 fand er die typischen Motive, die man heute mit Johns verbindet, wie die Targets, die amerikanische Flagge, die Landkarte der Vereinigten Staaten, die Buchstaben und Wörter und die Zahlen. Im Jahre 1957 begann eine Bekanntschaft mit Leo Castelli, der 1958 eine erste Einzelausstellung von Jasper Johns organisiert. Alfred Barr kaufte erste Werke für das Museum of Modern Art (MoMA) an. Rauschenberg, Johns und Emile de Antonio produzierten ein John-Cage-„Retrospective“-Konzert in der New Yorker Town Hall. Er schuf letzte Schaufensterdekorationen für Tiffany.
In den Jahren ab 1958 stellte Jasper Johns regelmäßig bei Leo Castelli aus, erlangte aber auch in Europa große Popularität. Castellis frühere Frau und Partnerin, Ileana Sonnabend stellte ihn in den frühen 60er Jahren erfolgreich in Paris aus. Im gleichen Jahr erhielt er den Vincent van Volkmer Kunstpreis. Er war auf der Biennale von Venedig und der documenta in Kassel (1964: documenta III, 1968: 4. documenta, 1972: documenta 5 und 1977: documenta 6) mit Werken vertreten. Neben Gemälden und Lithografien entstanden plastische Werke (etwa Painted Bronze, 1960, Museum Ludwig, Köln), die vorgeben, Alltagsgegenstände wie Bierdosen oder Glühbirnen zu sein. 1973 entwickelte sich eine Zusammenarbeit mit Samuel Beckett in Paris. Johns schuf Grafiken und Buchgestaltungen für Becketts acht Kurz-Prosa-Stücke Fizzles (1977). Wiederholt arbeitete Johns mit John Cage und Merce Cunningham und dessen Dance Company zusammen, entwarf Kostüme, Bühnenbilder und Plakate. 1973 wurde er in die American Academy of Arts and Letters, 1984 in die American Academy of Arts and Sciences und 2007 in die American Philosophical Society aufgenommen. Im Jahre 2011 erhielt er mit der Presidential Medal of Freedom die höchste zivile Auszeichnung der USA.
Jasper Johns lebt in New York und in Edisto Beach, South Carolina.

## Stil

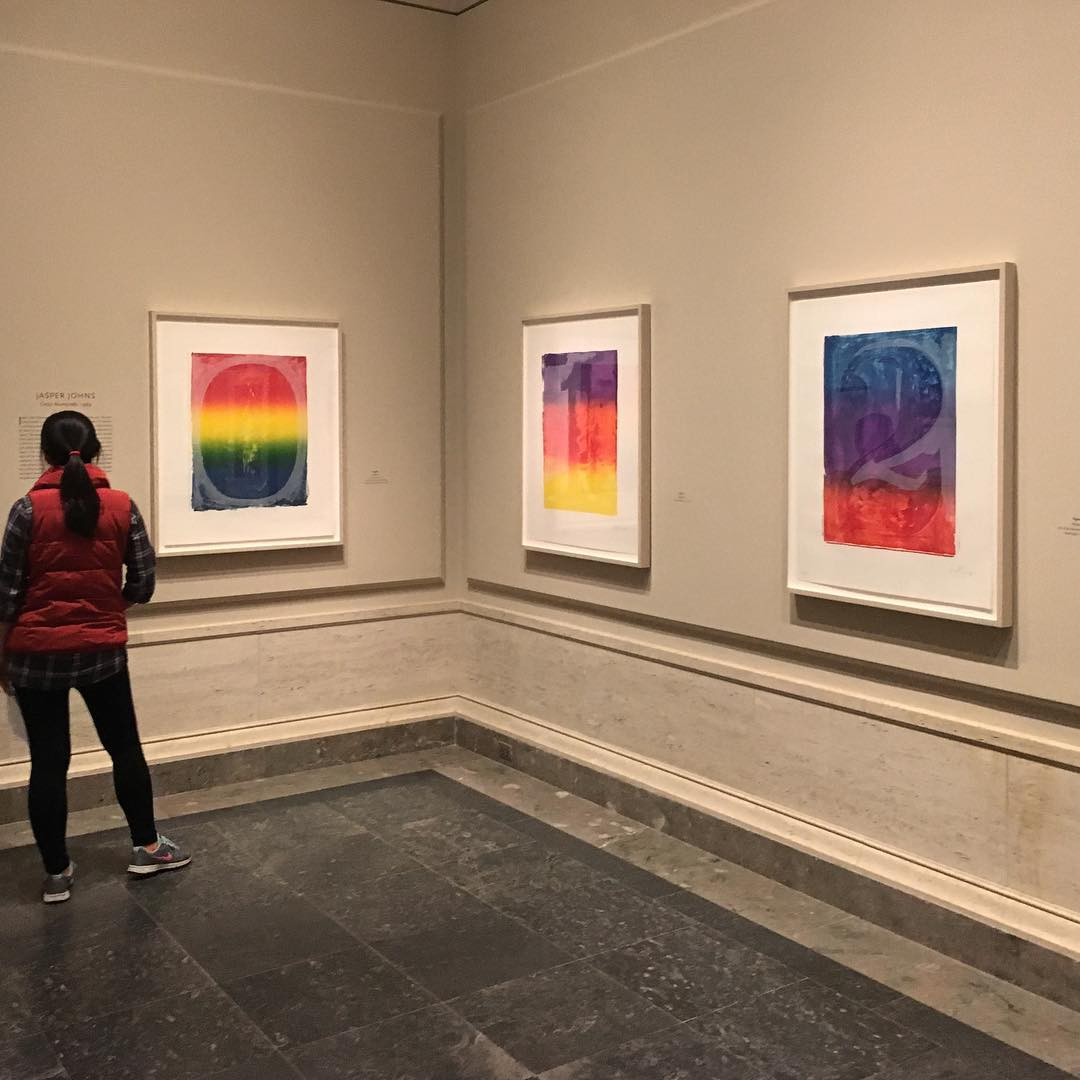
Werke von Jasper Johns

Typische Johns-Werke wie Flag (1954/55, Museum of Modern Art, New York) oder Three Flags (1958, Whitney Museum of American Art, New York) entstanden in einer für Johns spezifischen Technik. Der Bildträger wird mit einer Collage aus Zeitungsausschnitten grundiert, ein populäres Bildmotiv wird gewählt und in einer Kombination aus Ölmalerei und Enkaustik (eine auf die Antike zurückgehende Malweise, bei der das Pigment mit flüssigem Wachs gebunden wird) auf den Bildträger aufgetragen. Durch das verfließende, aber schnell trocknende Wachs entstehen spezielle Oberflächenqualitäten. Die Collage bleibt durch die Farbschichten sichtbar.
Wie Rauschenberg wird Johns als Bindeglied zwischen dem Abstrakten Expressionismus und der Pop Art eingeordnet. 1957 wurde er zusammen mit anderen Künstlern in einer New Yorker Ausstellung als „Artist of the New York School, Second Generation“ gehandelt. Durch den Transfer alltäglicher Motive, die jedem Amerikaner vertraut sind, in den Kunst- bzw. Galeriekontext nimmt Johns spätere Konzeptionen von Pop-Art-Künstlern wie Roy Lichtenstein oder Andy Warhol im Ansatz vorweg. Gleichzeitig bleibt er durch seinen mehr oder weniger zurückgenommenen, aber grundsätzlich gestischen, spontanen malerischen Duktus den ihm vorangehenden Abstrakten Expressionisten wie Willem de Kooning oder Franz Kline verbunden.

## Jasper Johns auf dem Kunstmarkt
Gemälde und Graphik von Jasper Johns erreichen auf Auktionen in der Regel Spitzenpreise, mit steigender Tendenz.
Flag, 1955 erstmals bei Castelli ausgestellt, wurde bei Christie’s für über 28 Millionen Dollar versteigert. Flag von 1983 wurde 2014 für knapp über 36 Millionen Dollar bei Sotheby’s versteigert. Im Jahre 2008 erzielte das Bild False Start ebenfalls bei Christie’s einen Preis von 80 Millionen Dollar, der bisher höchste Auktionspreis für ein Bild von Jasper Johns. Auf einer Liste der teuersten lebenden Künstler von 2013, erstellt auf der Grundlage von Skate’s Art Market Research, belegte er hinter Gerhard Richter und Jeff Koons Platz 3.

## Ausstellungen (Auswahl)
- 1959: Jasper Johns. Galerie Castelli, New York
- 1978: Jasper Johns. Museum Ludwig, Kunsthalle Köln
- 2007: Jasper Johns. An Allegory of Painting. 1955–1965. Kunstmuseum Basel
- 2011: Jasper Johns. Die Spuren des Gedächtnisses. Retrospektive. Institut Valencià d’Art Modern, Valencia
- 2014: Jasper Johns. Regrets. Museum of Modern Art, New York
- 2021/22: Jasper Johns. Mind/Mirror. Whitney Museum mit Philadelphia Museum of Art.

## Film
- Rick Tejada-Flores: Jasper Johns – Ideas in paint, Dokumentation 56 Min., Arthaus Musik GmbH 2006, ISBN 3-939873-03-9
- Gastauftritt bei den Simpsons/Folge: Überraschung für Springfield